# Холокост в Клецком районе
Холокост в Кле́цком районе — систематическое преследование и уничтожение евреев на территории Клецкого района Минской области оккупационными властями нацистской Германии и коллаборационистами в 1941—1944 годах во время Второй мировой войны, в рамках политики «Окончательного решения еврейского вопроса» — составная часть Холокоста в Белоруссии и Катастрофы европейского еврейства.

## Геноцид евреев в районе

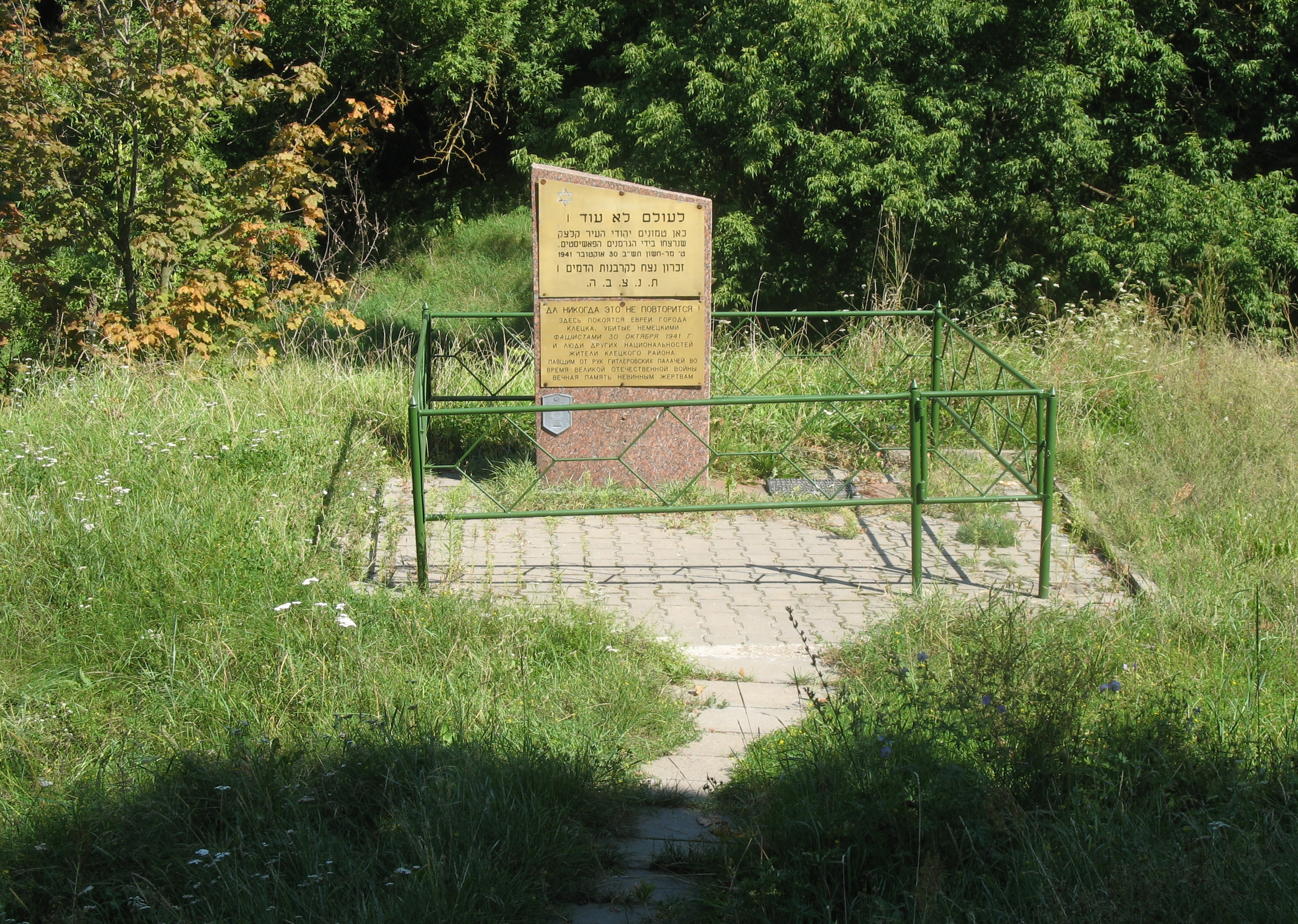
Памятник евреям Клецка, убитым 30 сентября 1941 года

Клецкий район был полностью оккупирован немецкими войсками в июне 1941 года, и оккупация продлилась более трёх лет — до июля 1944 года. Нацисты включили Клецкий район в состав территории, административно отнесённой в состав генерального округа Белорутения рейхскомиссариата Остланд.
Вся полнота власти в районе принадлежала зондерфюреру — немецкому шефу района, который подчинялся руководителю округи — гебитскомиссару. Во всех крупных деревнях района были созданы районные (волостные) управы и полицейские гарнизоны из белорусских и
польских коллаборационистов.
Для осуществления политики геноцида и проведения карательных операций сразу вслед за войсками в район прибыли карательные подразделения войск СС, айнзатцгруппы, зондеркоманды, тайная полевая полиция (ГФП), полиция безопасности и СД, жандармерия и гестапо.
Одновременно с оккупацией нацисты и их приспешники начали поголовное уничтожение евреев. «Акции» (таким эвфемизмом гитлеровцы называли организованные ими массовые убийства) повторялись множество раз во многих местах. В тех населенных пунктах, где евреев убили не сразу, их содержали в условиях гетто вплоть до полного уничтожения, используя на тяжелых и грязных принудительных работах, от чего многие узники умерли от непосильных нагрузок в условиях постоянного голода и отсутствия медицинской помощи.
За время оккупации практически все евреи Клецкого района были убиты, а немногие спасшиеся в большинстве воевали впоследствии в партизанских отрядах. В гетто Клецка узники организовали сопротивление и подняли одно из наиболее крупных восстаний в гетто на территории Белоруссии.

## Гетто
Оккупационные власти под страхом смерти запретили евреям снимать желтые латы или шестиконечные звезды (опознавательные знаки на верхней одежде), выходить из гетто без специального разрешения, менять место проживания и квартиру внутри гетто, ходить по тротуарам, пользоваться общественным транспортом, находиться на территории парков и общественных мест, посещать школы.
Реализуя нацистскую программу уничтожения евреев, немцы создали на территории района 4 гетто.
- В двух гетто города Клецк (сентябрь 1941 — 22 июля 1942) были замучены и убиты около 7000 евреев.
- В гетто деревни Синявка (лето 1941 — август 1943) были замучены и убиты 920 евреев.

### Гетто в Заостровечье
Деревня Заостровечье была захвачена немецкими войсками 24 июня 1941 года. После оккупации немцы, реализуя нацистскую программу уничтожения евреев, организовали в местечке гетто.
Местных жителей немцы не трогали, но систематически убивали евреев. С целью поиска и поимки евреев немцы даже ездили по лесам.
В августе (30 октября) 1941 года в местечко приехал отряд карателей из Барановичей. Они пошли по домам с заранее составленными местными полицейскими списками и согнали всех евреев на базарную площадь. Местным жителям-неевреям приказали прийти и смотреть на происходящее — и на их глазах евреи были расстреляны. После убийства немцы уехали, а полицейские заставили местных крестьян выкопать яму и на телегах свезти туда тела убитых и закопать, причем многие евреи были ещё живыми. Во время этого расстрела были убиты 86 евреев из 18 семей.
Такие расстрелы евреев в центре деревни происходили неоднократно. В том же 1941 году на площади немцы расстреляли ещё 50 евреев. Нескольких мужчин заставили выкопать за деревней яму и свезти туда убитых. Затем были схвачены ещё 50 человек и закопаны живыми.
По оккупационным данным, 24 октября 1941 года в Заостровечье оставались ещё 92 еврея — 2,9 % населения. Далее в гетто были переведены евреи из деревень Узнога, Староселье и Островчицы. На 27 декабря 1941 года в деревне находились уже 150 евреев, а 23 марта 1942 года — 176.
С 1 января по 31 марта 1942 года евреям выдавали 150 грамм ржи в день и 100 грамм ячменной крупы в неделю на человека. С 1 апреля по 30 июня — 650 грамм муки, 150 грамм ячменной крупы и 100 грамм приварковой муки в неделю на человека. Эти нормы были в два раза меньше, чем для неевреев.
Последних евреев в Заостровечье убили в июне 1942 года. Всего за 1941—1942 годы в деревне были убиты около 260 евреев.
Почти все евреи, бежавшие из этого и других гетто, воевали в составе партизанских отрядов. Например, по местному отчету немцев об операции против партизан 8 февраля 1942 года отмечается, что из 8 убитых партизан 7 были евреями.
Убитым евреям в Заостровечье установлен памятник.
Архивные источники о гетто в Заостровечье: ГА РФ. ф. 7021, оп. 148, д. 316, л. 127, 128; ГА МинО. ф. 1538, оп. 1, д.18, л. 25; ГА МО. ф. 1539, оп. 1, д. 2, л. 119; д.3, л. 146; ф. 1541, оп. 1, д. 1, л. 25.

## Организаторы и исполнители убийств
Комендант Клецка Кох, заместитель коменданта жандармерии Нойман, жандармы Зингер, Пайхилен и Кноль, комендант немецкой полиции в Кунцевщине лейтенант Ничь.

## Случаи спасения и «Праведники народов мира»
В Клецком районе два человека были удостоены почетного звания «Праведник народов мира» от израильского мемориального института «Яд Вашем» «в знак глубочайшей признательности за помощь, оказанную еврейскому народу в годы Второй мировой войны». Это Василевские Иван и Зинаида — за спасение Левиной (Ботвинник) Елизаветы в деревне Каплановичи.

## Память
Опубликованы неполные списки жертв геноцида евреев в Клецке и Клецком районе.
Два памятника убитым евреям установлены в Клецке. Также символический памятник евреям Клецка установлен на мемориальном кладбище в Холоне в Израиле.
На окраине деревни Нарешевичи Синявского сельсовета установлен памятник евреям Синявки.
Памятный знак жертвам геноцида евреев стоит в Заостровечье.